# Dreux de Vexin
Dreux o Drogó de Vexin, nascut cap a 990- 1000, mort el 2 de juliol de 1035, va ser comte de Vexin i d'Amiens de 1024 a 1035. Era fill de Gualter II de Vexin el Blanc, comte de Vexin, d'Amiens i de Valois i d'Adela.

## Biografia
A la mort del seu pare, per tal de preservar el patrimoni familiar, va compartir els comtats amb el seu germà Raül III de Vexin.
Dreux va rebre els comtats de Vexin i d'Amiens i va continuar sent fidel als capets, mentre que Raül va tenir el de Valois i es va acostar al comte de Blois i de Troyes i de Meaux a la Xampanya. El tercer germà, Folc, era ja bisbe d'Amiens.
A més a més de l'aliança capeta, Dreux II va mantenir bones relacions amb Normandia, en la línia dels seus predecessors. Els fills d'Etelred II i d'Emma de Normandia es van refugiar a Rouen, i per reforçar una aliança amb Normandia, Dreux II es va casar el 1013 amb Godjifu, filla d'Etelred i d'Emma. Van tenir:
- Gualter III († 1063), comte de Vexin, d'Amiens i del Maine
- Folc II († 1058), bisbe d'Amiens
- Ralf el Tímid († 1057), comte de Hereford

En 1035 va acompanyar al duc de Normandia Robert el Magnífic en pelegrinatge a Jerusalem, però va morir a la tornada a Nicea, el juny de 1035.